# Лебедев, Виктор Михайлович (Герой Советского Союза)
Виктор Михайлович Лебедев (1924—1943) — младший сержант Рабоче-крестьянской Красной Армии, участник Великой Отечественной войны, Герой Советского Союза (1944).

## Биография
Виктор Лебедев родился 14 декабря 1924 года в селе Новоеловка (ныне — Тальменский район Алтайского края). Окончил семь классов школы. В августе 1943 года Лебедев был призван на службу в Рабоче-крестьянскую Красную Армию и направлен на фронт Великой Отечественной войны. К сентябрю 1943 года гвардии младший сержант Виктор Лебедев командовал отделением 218-го гвардейского стрелкового полка 77-й гвардейской стрелковой дивизии 61-й армии Центрального фронта. Отличился во время битвы за Днепр.
В ночь с 26 на 27 сентября 1943 года Лебедев одним из первых переправился через Днепр в районе села Неданчичи Репкинского района Черниговской области Украинской ССР и принял активное участие в боях за захват и удержание плацдарма на его западном берегу. Возглавив одну из разведгрупп, Лебедев скрытно подобрался к вражеским позициям и забросал их гранатами, заставив противника отойти. 12 ноября 1943 года Лебедев погиб в бою на территории Гомельской области Белорусской ССР. Похоронен в деревне Ручаевка Лоевского района.
Указом Президиума Верховного Совета СССР «О присвоении звания Героя Советского Союза генералам, офицерскому, сержантскому и рядовому составу Красной Армии» от 15 января 1944 года за «образцовое выполнение боевых заданий командования по форсированию реки Днепр и проявленные при этом мужество и героизм» младший сержант Виктор Лебедев посмертно был удостоен высокого звания Героя Советского Союза. Также был награждён орденом Ленина и медалью.
Память
В честь Лебедева установлен памятник на месте его гибели, установлен бюст и названа школа в селе Новоперуново Тальменского района.